# Maria Alphaizuli
Maria Alphaizuli o també Màryam bint Abi-Yaqub aix-Xilbí (àrab: مريم بنت أبي يعقوب الشَّلْبي, Maryam bint Abī Yaʿqūb ax-Xilbī) va ser una poeta andalusina del segle viii. Va néixer a Xilb, la moderna Silves, a Portugal, i es va establir a Sevilla, on es va convertir en tutora de nobles.
Hom s'hi ha referit com la Safo àrab. A la seva època, força dones andalusines conreaven les arts com ella. Alguns exemples ben preservats del seu treball sobreviuen a la Biblioteca de l'Escorial.